# Wright-Bellanca WB-2
Bei der Wright-Bellanca WB-2 Columbia handelt es sich um ein sechssitziges Transportflugzeug des Flugzeugkonstrukteurs Giuseppe Mario Bellanca von 1926. Die Abkürzung WB steht für Wright-Bellanca und verweist auf die Firma Wright Aeronautical, für die Bellanca in jener Zeit tätig war.
Dieses Flugzeug hat eine Spannweite von 14 m und eine Höchstgeschwindigkeit von 180 km/h. Die Reichweite der WB-2 betrug für damalige Zeiten enorme 8000 km. Von der WB-2 wurde nur ein Exemplar gebaut. Die Pläne des Flugzeuges wurden an Multimillionär Charles A. Levine (1897–1991) verkauft, der die Columbia Aircraft Corporation für die Produktion des Nachfolgetyps Bellanca CH-200 gründete. Durch diese Zusammenarbeit kam die WB-2 zu ihrem Namenszusatz „Columbia“.
Am 4. Juni 1927 startete die WB-2 zu einem Transatlantikflug von New York City nach Europa mit Clarence Chamberlin als Pilot und Charles A. Levine als Passagier. Durch die Tatsache, dass Levine kein Pilot war, wurde er zum ersten Passagier, der den Atlantik überquerte. Das Ziel dieses Fluges war ursprünglich Berlin, jedoch endete dieses Unterfangen aufgrund von Treibstoffmangel schon bei Eisleben, 160 km südwestlich von Berlin. Dieser Flug über eine Entfernung von 6285 km dauerte 42 Stunden und 45 Minuten und brach den von Charles Lindbergh aufgestellten Rekord um 507 km, 9 Stunden und 45 Minuten.
1928 machte die „Columbia“ den ersten Nonstop-Flug zwischen New York City und Havanna, geflogen von Wilmer Stultz mit Mabel Boll als Passagier.
Umbenannt in „Maple Leaf“ wurde die WB-2 am 25. Januar 1934 durch ein Feuer in einem Hangar auf dem Gelände der Firma Bellanca in New Castle, Delaware zerstört.
In Berlin ist der Columbiadamm am ehemaligen Flughafen Tempelhof nach der Maschine benannt.

## Technische Daten

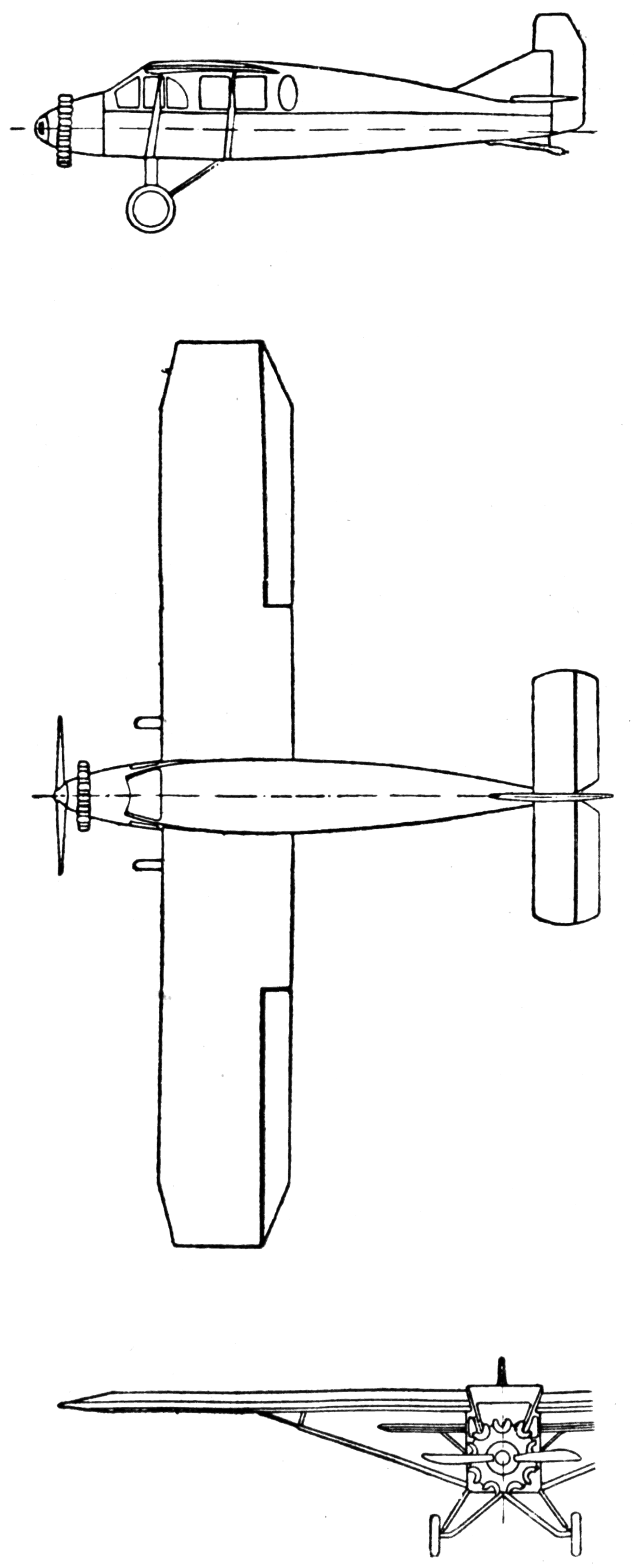
Dreiseitenriss WB-2

| Kenngröße             | Daten                                                 |
| --------------------- | ----------------------------------------------------- |
| Sitzplätze            | 6                                                     |
| Länge                 | 8,46 m                                                |
| Spannweite            | 14,12 m                                               |
| Flügelfläche          | 25,3 m²                                               |
| Höhe                  | 2,5 m                                                 |
| Leermasse             | 728 kg                                                |
| max. Startmasse       | 2450 kg                                               |
| Antrieb               | ein Sternmotor Wright J-5C Whirlwind, 220 PS (165 kW) |
| Höchstgeschwindigkeit | 203 km/h                                              |
| Reisegeschwindigkeit  | 169 km/h                                              |
| Dienstgipfelhöhe      | 3962 m                                                |
| Reichweite            | 8000 km                                               |